# Barrio San Vicente (Santiago de Chile)

## Historia
San Vicente es un barrio formado al alero del ferrocarril. La mayoría de los propietarios corresponde a antiguos obreros de Ferrocarriles del Estado, quienes fueron adquiriendo predios para construir ahí sus viviendas. Es fácil observar a simple vista la naturaleza del barrio, sus configuraciones estructurales, (edificaciones) y la heterogeneidad de sus habitantes. El límite lo marca claramente la vía férrea, como reminiscencia permanente de un pasado que se hace presente.
Así, este barrio, que se desarrolla entre el Club Hípico y el área ferroviaria de calle Exposición, se define en 1910 como una zona mitad habitacional y mitad de terrenos baldíos, en los que se instala la Vega poniente (1912). En 1926 es establecida, y nombrada como “Mercado Municipal”.
Durante todas horas de la noche trenes atiborrados de mercadería ingresaban al mercado para traer los alimentos. Estas líneas férreas aún se conservan.
Hasta mediados de la década de 1960, vendedores informales provenientes de Buin y Melipilla se instalaban en los alrededores del mercado abarcando un área de ocupación que se extendía hasta la feria de exposición de animales junto a terrenos de la Maestranza San Eugenio. Debido a temas de salubridad en 1966 estos vendedores informales son establecidos en el nuevo Mercado Lo valledor. La Vega poniente que fuera llamada a mediados del siglo XX “La gran despensa de Santiago” no pudo competir con este nuevo mercado instalado pocos kilómetros más hacia el sur.
- Datos: Q60966914